# Dendropemon spathulatus
Dendropemon spathulatus är en tvåhjärtbladig växtart som beskrevs av Urb. & Ekman. Dendropemon spathulatus ingår i släktet Dendropemon och familjen Loranthaceae. Inga underarter finns listade i Catalogue of Life.